# Wreck-It Ralph
Wreck-It Ralph (Brasil: Detona Ralph / Portugal: Força Ralph) é um filme de animação 3D, produzido por Walt Disney Animation Studios e distribuído pela Walt Disney Pictures. É o 52º longa-metragem da série de clássicos animados da Walt Disney. O filme foi dirigido por Rich Moore, que já dirigiu episódios dos Simpsons e Futurama, e o roteiro foi escrito por Jennifer Lee e Phil Johnston, uma história de Moore, Johnston e Jim Reardon. John Lasseter serviu como produtor executivo. O filme conta com as vozes de John C. Reilly, Sarah Silverman, Jack McBrayer e Jane Lynch.
Wreck-It Ralph estreou no Teatro El Capitan em 29 de outubro de 2012 e foi lançado mundialmente em 2 de novembro do mesmo ano. Os ganhos de bilheteria em todo o mundo alcançaram mais de US$ 471 milhões, com o filme tendo um orçamento de US$ 165 milhões. O filme foi um sucesso entre os críticos de cinema especializados, vencendo o Annie Award de melhor longa de animação e recebendo indicações para o Globo de Ouro de melhor filme de animação e para o Oscar de melhor filme de animação. Wreck-It Ralph foi lançado em Blu-ray e DVD em 5 de março de 2013.
A sequência do filme, intitulada Ralph Breaks the Internet: Wreck-It Ralph 2, foi lançada em 21 de Novembro de 2018.

## Sinopse
Ralph é o vilão do jogo de arcade Conserta Felix Jr. \ Repara Felix Jr., em que o herói homônimo do jogo conserta um edifício que Ralph destrói. Por mais de 30 anos, Ralph fez o mesmo trabalho e ficou cansado de ser o cara mau. Querendo provar que ele pode ser um mocinho e não apenas um vilão, Ralph escapa de seu jogo através do cabo de alimentação e parte para Missão de Herói (Hero's Duty no original), um jogo de tiro de pistola de luz, onde ele atrapalha o andamento do jogo e a heroína do jogo, a Sargento Calhoun, acha que ele é um dos soldados da batalha contra "Insetrônicos" (Cy-Bugs no original), invasores alienígenas do jogo. Durante a batalha, Ralph danifica o robô de primeira pessoa (o jogador do lado de fora do fliperama), e descobre que no topo do prédio do jogo há uma medalha, e então ele escala o prédio buscando pegá-la. Félix chega ao jogo e é atacado por Calhoun e seus agentes, que pensam que ele é um insetrônico. Felix consegue se explicar e todos partem atrás de Ralph, que chega ao topo do prédio e ganha a tão sonhada medalha de herói. Porém, ele acaba pisando em alguns ovos de insetrônicos, e um deles o ataca. Sem querer, Ralph entra numa cápsula de fuga (levando consigo o insetrônico), passa pela estação central de alimentação e cai no jogo Corrida Doce (Sugar Rush no original).
A nave cai e o insetrônico cai no pântano, aparentemente morrendo. Ralph perde sua medalha quando a mesma fica presa numa árvore e é pega por Vanellope Von Schweetz, uma personagem do jogo. Ela foge e usa a medalha para entrar na competição principal da Corrida Doce. Nisto, Ralph reaparece e começa a correr atrás dela, derrubando tudo o que encontra. O Rei Doce ordena a prisão de Ralph, que fica preso em um cupcake, enquanto Vanellope usa a medalha e consegue garantir sua inscrição. Ralph é preso e levado ao castelo do Rei Doce, onde é perguntado de onde ele veio e o que faz ali. Ele fica sabendo que Vanellope usou sua medalha e que ela é um bug do jogo. O Rei Doce condena Ralph à masmorriso, mas ele foge e acaba encontrando Vanellope sendo intimidada pelos outros competidores. Depois de salvá-la, ela o convence a criar um carro pra ela para que ela corra e consiga o grande prêmio, devolvendo a medalha de Ralph em seguida. Enquanto isso, Calhoun e Felix chegam ao jogo procurando Ralph, e ela procura pelo insetrônico que Ralph trouxe consigo, mas o açúcar do doce embaralha o seu radar. Ela é salva por Félix de uma areia movediça de chocolate em pó e os dois continuam a caçada.
Ralph e Vanellope vão ao Monte Coca Diet, onde ela mora. Ralph cria uma pequena pista dentro do local para que ela treine. Depois, ele segue com ela para a corrida, e enquanto ela volta ao local para pegar uma surpresa para Ralph, Rei Doce aparece e explica que Vanellope é um bug do jogo, e como tal, não pode vencer a corrida, pois caso ela corra, os jogadores do fliperama podem não gostar do seu bug, e desligar o jogo para sempre. Rei Doce entrega a Ralph sua medalha de volta e vai embora. Ralph decide ajudar o Rei Doce e destroi o carro de Vanellope, impedindo-a de correr. Em outro ponto do jogo, Felix visita o Castelo Doce à procura de Ralph, mas é preso no masmorriso, enquanto Calhoun descobre que o insetrônico trazido por Ralph já colocou milhares de ovos e estão prestes a eclodir.
Ralph volta para o seu jogo e descobre que todos foram embora, pois entraram em desespero quando Felix saiu para procurá-lo e não voltou mais. Ele olha pela tela do fliperama e vê o desenho de Vanellope nele, e acha estranho que um bug do jogo esteja ali. Então, ele volta ao jogo e obriga Bill Azedo (um soldado do Rei Doce) a lhe falar o motivo daquilo. Bill Azedo, então, lhe conta que Rei Doce alterou secretamente a programação do jogo, tirado Vanellope da mesma e "trancando" a memória dos cidadãos e dos corredores para que ninguém se lembrasse dela e também para nunca serem revertidos, e assim ela não pudesse correr. Ralph lhe pergunta o motivo para o Rei fazer isso, e Bill Azedo responde que não sabe. Ralph tenta mastigá-lo e ele enfim lhe conta toda a verdade: Vanellope não pode correr porque ela é a personagem principal do jogo, e caso ela vença a corrida, o jogo é reiniciado e tudo voltaria ao normal, algo que o Rei Doce não quer que aconteça (o motivo ainda é desconhecido).
Ralph vai atrás de Félix, liberta-o e pede para que conserte o carro de Vanellope, e vai atrás dela em seguida para libertá-la e devolver seu carro. O trio segue em direção à corrida, que já havia começado, e Vanellope segue para vencê-la. Calhoun aparece e confronta Ralph, lhe dizendo que os insetrônicos estão vivos e prestes a eclodir. No mesmo instante, um buraco se abre no chão e centenas de insetrônicos começam a sair e destruir tudo. Calhoun, Ralph e Felix conduzem os espectadores para a saída em segurança, enquanto Vanellope encosta no mimado e enfurecido Rei Doce e Vanellope o impede, sendo assistidos por Ralph e Felix (exceto Bill Azedo, Wynnchel e Duncan, os corredores e os súditos da Corrida Doce). Durante a luta, Vanellope faz o Rei Doce ter uma sobrecarga, e então é finalmente desmascarado que o Rei Doce é, na verdade, Turbo disfarçado, um personagem de um antigo jogo (um dos primeiros do fliperama), que ficou rejeitado porque ninguém quis jogar com ele após ter sido trocado por um jogo mais novo e se dedicou a infiltrar-se e destruir o jogo, atrapalhando os jogadores durante a corrida, e assim os dois jogos foram desligados. Ele planejava ganhar a corrida para se apossar do jogo, mas Vanellope se desvencilha dele e consegue fugir, deixando Turbo mais irritado, Turbo ainda mais irritado vai atrás dela, enquanto o mesmo é apanhado por um insetrônico e aparentemente foi impedido. Vanellope chega ao fim da corrida, mas a linha de chegada foi destruída, e a invasão dos insetos a faz derrapar, sendo ela resgatada por Ralph e Félix, enquanto Calhoun luta contra os insetos. Ralph tenta sair do jogo levando Vanellope consigo, mas como ela é um bug, não pode sair de lá, por isso ela não se lembra de nada, mas na verdade, é o Turbo que apagou a memória dela, porque ele não quis devolver. Calhoun diz que o único jeito de derrotar os insetrônicos é com a ajuda de um farol.
Ralph quer uma ideia para reverter as memórias dos súditos da Corrida Doce e de Vanellope, então se lembra do Monte Diet Cola (onde há uma "estalactite" gigante de Mentos), e usa o planador de Calhoun para voar até lá. Ele chega ao local e começa a destruir tudo, mas quando ia dar o último golpe, Turbo (agora absorvido com um insetrônico) o detém. Turbo ficou cada vez mais agressivo e sobrecarregado, logo se torna um virus e ele resolve se vingar de todos da Estação Central de Jogos e do fliperama que o rejeitaram. Eles brigam e Turbo leva Ralph para o alto para assistir a morte de Vanellope, e também nunca vai reverter as memórias dos súditos da Corrida Doce. Ralph fica furioso com Turbo por enganá-lo, mas para tentar impedir a vingança de Turbo, ele se solta e cai no monte, derrubando a estalactite no lago dentro do Monte Diet Cola. Vanellope, ao ver Ralph caindo, corre para salvá-lo, e o pega antes da grande explosão. O "farol" é aceso e todos os insetrônicos são atraídos para ele, mas antes que Turbo tenta fugir para a Estação Central de Jogos ele foi atraído também, que é destruído com isso, enquanto Félix e Calhoun se beijam.
Félix conserta a linha de chegada e Vanellope passa com seu carro por ela. Ela assume sua verdadeira forma (ela é uma princesa) e o jogo é reiniciado, e tudo o que o Turbo fez é revertido, enquanto Vanellope ganha seus amigos de volta e todos da Corrida Doce aprendem e param de acreditar em falsos reis. Turbo tinha desaparecido para sempre (Bill Azedo, Wynnchel e Duncan, os corredores e os súditos da Corrida Doce, nunca mais ouviram falar dele). Ralph, Calhoun e Félix seguem para seus jogos, pois o fliperama já vai abrir, e Ralph é escolhido como padrinho de casamento dos dois. Ao fim de tudo, Ralph ajuda os personagens sem jogos e os leva para seu jogo, construindo uma "vila" para eles, com a ajuda de Félix, o que torna seu jogo muito popular entre as crianças. Ralph continuava seu trabalho, agora realmente gostando do que fazia, enquanto pouco antes de ser jogado do prédio, podia ver Vanellope correndo no jogo, que se tornou mais popular com seu "poder" especial de dar "tilts", enquanto ela acenava pra ele. Depois disso, Ralph tem certeza de que ele foi um bom amigo para Vanellope.

## Elenco
- John C. Reilly como Detona Ralph, um homem gigante, mas de coração mole, que é o vilão do jogo ficcional Conserta Félix Jr.[6] No Brasil, Thiago Abravanel.[7]
- Sarah Silverman como Vanellope von Schweetz, uma corredora/bug no jogo Corrida Doce.[6] No Brasil, Marimoon.
- Jack McBrayer como Conserta Félix Jr., um especialista em reparos, herói de Conserta Félix Jr.[6] No Brasil, Rafael Cortez.[7]
- Jane Lynch como Sargento Tamora Jean Calhoun, a protagonista do jogo Missão de Herói.[6]
- Alan Tudyk como Rei Doce, o governante de Corrida Doce. O estilo vocal do personagem é baseado no comediante Ed Wynn e seus maneirismos foram modelados nos do Chapeleiro Maluco do filme Alice no País das Maravilhas.[8]
- Mindy Kaling como Taffyta Caramelo, uma corredora em Corrida Doce.[9]
- Joe Lo Truglio como Markowski, um soldado do jogo Missão de Herói com quem Ralph se encontra em Tapper
- Ed O'Neill como Sr. Stan Litwak, dono da Litwak's Family Fun Center & Arcade.[9]
- Dennis Haysbert como General Holograma, um general holográfico em Missão de Herói.
- Adam Carolla como Wynnchel, uma rosquinha no estilo Long John que é membro do departamento de polícia de Corrida Doce.[9]
- Horatio Sanz como Duncan, uma rosquinha que é membro do departamento de polícita de Corrida Doce.[9]
- Rich Moore como Bill Azedo, capanga de Rei Doce.[10][11]
- Roger Craig Smith como Sonic the Hedgehog, protagonista do jogo homônimo.

## Participações especiais devideogamese referências

Reunião dos "vilões anônimos" com vários antagonistas bastantes conhecidos em jogos de vídeo, como Bowser e Dr. Eggman e até mesmo Zangief, um dos heróis dos jogos eletrônicos.

..Wreck-It Ralph contém uma série referências aos jogos  de vídeo. Na reunião dos vilões anônimos, inclui os personagens já citados acima, além de outros que não tem fala, como: Bowser de Super Mario Bros., Doutor Eggman de Sonic the Hedgehog, e Neff de Altered Beast.
Personagens de Q*bert, incluindo Q*bert, Coily, Slick, Sam e Ugg, são mostrados como personagens "sem-teto" e mais tarde levado por Ralph e Felix para seu jogo. Q * Bert também fala com Félix em um ponto sintetizado palavra em balões com símbolos de seu jogo. Cena dos jogos dos fliperamas que estão na casa de jogos, mostra Chun-Li, Cammy e Blanka de Street Fighter, Pac-Man, Blinky, Pinky e Inky de Pac-Man, o Paperboy de Paperboy, paletas ea esferas de Pong, Dig Dug, um Pooka, e um Fygar de Dig Dug, Sapo de Frogger e Pedro Pimenta de BurgerTime. Além disso, Lara Croft e Mario são mencionados em referência.
Referências adicionais são baseados em piadas visuais. O "Cyborg" creditado nos créditos é baseado em Kano do Mortal Kombat e executa um de seus famosos golpeis em um zumbi. Os moradores de Niceland são animados usando um movimento espasmódico que satiriza os ciclos de animação limitadas dos personagens de muitos jogos de oito e 16 bits. Quando Rei Doce vai à área da programação ele usa um controle típico dos videogames da Nintendo. A senha que ele utiliza é o mesmo código usado pela fabricante Konami em vários de seus jogos. Ao longo da Estação Central de Jogos é possível visualizar um graffiti na parede: "Aerith lives", que é uma referência ao personagem de Aerith Gainsborough de Final Fantasy VII. "All your base are belong to us" ("Todas as suas bases, pertencem a nós" em tradução literal) é uma frase em Engrish popularizada a partir do jogo Zero Wing e Jenkins, uma homenagem ao popular Leeroy Jenkins meme de World of Warcraft. Tails aparece no filme no Mural no Corredor do Tapper's ao lado de vários outros personagens icônicos dos videogames. Há também uma referência à série Metal Gear, quando Ralph está à procura de algo em uma caixa e encontra o "ponto de exclamação" (com o efeito de som igual ao do jogo), e um Super Cogumelo de Super Mario Bros. Sr. Litwak veste camisa do árbitro com listras em preto e branco, uma homenagem ao icônico traje de Twin Galaxies fundador da Walter Day. Uma das músicas nos créditos é um trabalho original de Jerry Buckner e Garcia Gary, anteriormente famosos por escrever canções temáticas de vídeo-games da década de 1980. O logotipo da Walt Disney Pictures que é mostrado no encerramento aparece em glitched, uma referência para tela de muitos jogos kill screen antigos, como Pac-Man.
O produtor musical Skrillex, além de compor uma das músicas do filme, também faz uma aparição como DJ na festa de aniversário de 30 anos do jogo Conserta Felix Jr.
Video Games que tiveram sua aparição no filme:
•Fix-It Felix Jr.
•Wreck-It Ralph.
•Super Mario Bros.
•Sonic the Hedgehog.
•Altered Beast.
•Q*bert.
•Street Fighter.
•Pac-Man.
•Paperboy.
•Pong.
•Dig Dug.
•Frogger.
•Burger Time.
•Mortal Kombat.
•Final Fantasy VII.
•World of Warcraft.
•Metal Gear.
•The House of the Dead.
•Angel Kids.
•Tapper.
• Dance Dance Revolution.
•Rise of the Robots.

## Produção

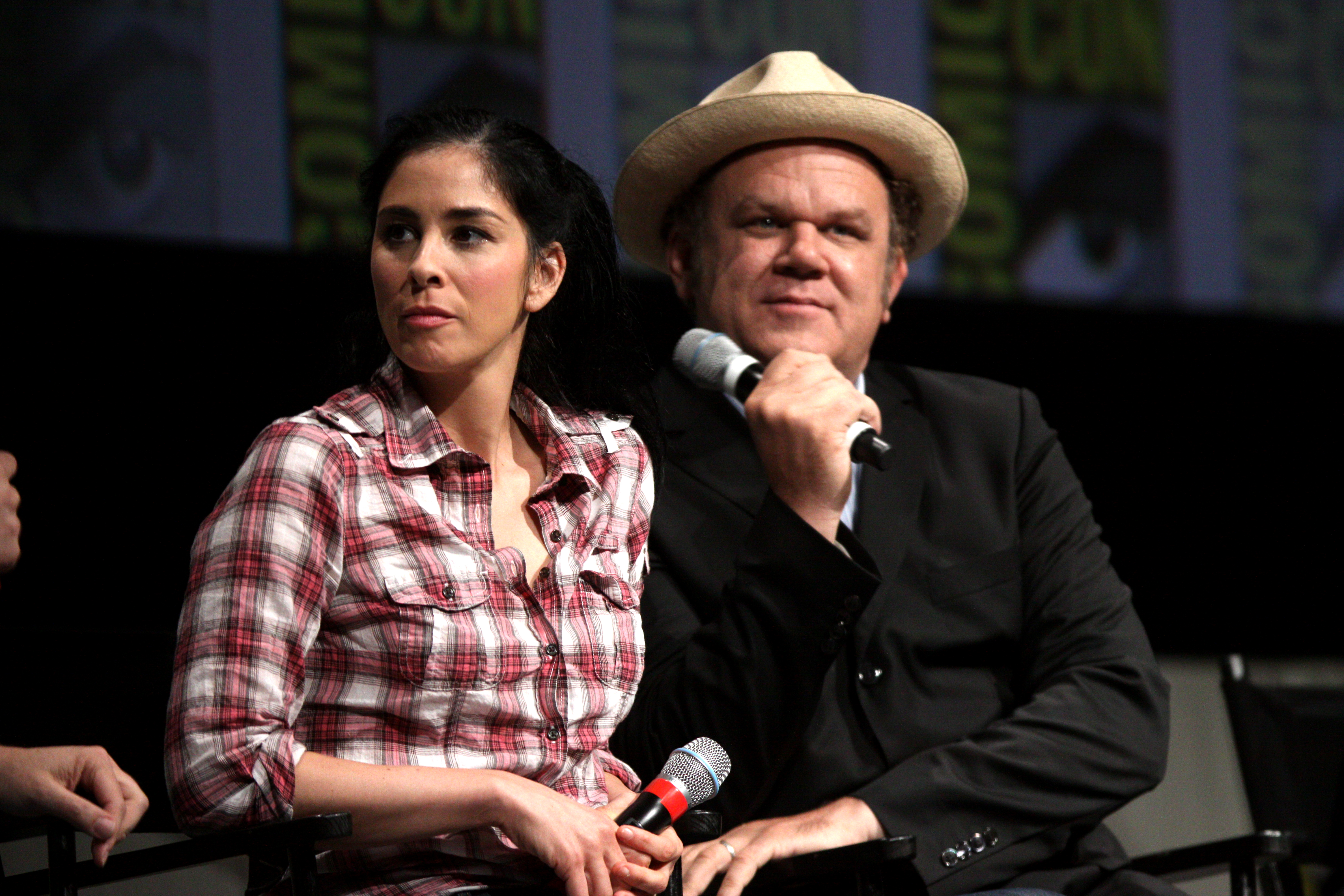
Sarah Silverman e John C. Reilly apresentando Wreck-It Ralph no San Diego Comic-Con de 2012

Desde os anos 1980 a Walt Disney Pictures analisava a possibilidade de fazer um filme de animação envolvendo o universo dos videogames.  Na época o projeto era chamado de High Score e, durante os anos 1990, foi renomeado para Joe Jump, então em meados da década de 2000 como Reboot Ralph.
John Lasseter, chefe da Walt Disney Animation Studios e produtor executivo do filme, descreve Wreck-It Ralph como "um cara mau de video-game de 8 bits que viaja para provar que ele é uma boa pessoa". De maneira semelhante ao Who Framed Roger Rabbit e os filmes de Toy Story, Wreck-It Ralph contou com aparições de uma série de personagens licenciados de jogos de vídeo. Por exemplo, uma cena do filme, mostra Ralph frequentando um grupo de apoio para vários personagens vilão, incluindo Clyde de Pac-Man, Doutor Eggman de Sonic the Hedgehog, e Bowser de Super Mario Bros. Rich Moore, o diretor do filme, havia determinado que para um filme sobre o mundo dos jogos, para se sentir autêntico, "tinha que ter personagens de jogos reais". Moore pretendia adicionar personagens licenciadas em uma maneira similar como referências culturais no curta Looney Tunes, mas considerando "ter um certo equilíbrio para que uma parcela do público não se sentir negligenciadas ou rebaixados". No entanto, Moore evitou criar um filme que tem a história centrada em personagens já existentes, sentido que "não há tanta mitologia e bagagem anexada aos já existentes, que sinto que alguém poderia ficar decepcionado", e considera que este é um motivo pelo qual filmes baseados em franquias de jogos de vídeos tipicamente falham.
Antes da produção, os personagens existentes foram adicionados à história em lugares que faria sentido eles aparecer, ou como participações especiais de uma lista de personagens sugeridos pela equipe de criação do filme, sem consideração se eles teria uma possível capacidade de aparecer no filme. A companhia, então, procurou os titulares das permissões dos direitos autorais para usar os personagens; bem como trabalhar com essas empresas para garantir que seus personagens estavam sendo autenticamente representados. No início do desenvolvimento do roteiro, os escritores tinham previsto uma reunião de "vilões anônimos", com participação de personagens importantes dentro da cena, como Bowser da Nintendo. De acordo com Moore, a empresa foi bastante positiva quando foi apresentado a proposta da utilização dos personagens no filme, e nas próprias palavras de Moore, Nintendo disse: "se há um grupo que se dedica a ajudar os personagens vilões de jogos de vídeo, Bowser com certeza deve estar nesse grupo!". Nintendo pediu que os produtores tenta-se conceber uma cena apropriada para Mario, pra sua inclusão no filme. Apesar de saber que eles seria capazes de usar o personagem, os produtores não poderiam encontrar uma ambiente adequado que permitiria Mario ser um personagem importante, sem tirar o foco da história principal, então foi decidido não incluir o personagem. Moore desmascarou um boato de que o personagem Mario e seu irmão Luigi não foram incluídos no filme, devido a Nintendo ter solicitado uma taxa muito alta de licenciamento, afirmando que o boato surgiu de uma brincadeira feita na Comic-Con por John C. Reilly.

## Lançamento
O filme foi originalmente programado para ter lançamento nos cinemas norte-americanos em 22 de março de 2013, mas mais tarde foi alterado para 2 de novembro de 2012, devido ao fato de estar à frente do cronograma e também porque o filme da DreamWorks Animation, Os Croods poderia ser uma forte concorrência. O lançamento foi acompanhado pelo vencedor do Oscar, Paperman, um curta-metragem de animação da Disney.

### Marketing
O primeiro trailer de Wreck-It Ralph foi lançado em 6 de junho de 2012, estreando com Madagascar 3: Europe's Most Wanted e Rock of Ages. Isso também coincidiu com a Electronic Entertainment Expo 2012, que a Disney decidiu colocar um fliperama envelhecido com o jogo Conserta Félix Jr. em exibição no salão de exposição. A Disney também lançou em flash, para ser executado num navegador, um jogo baseado no filme, chamado Conserta Felix Jr., bem como versões para iOS e Android, e também com versões online baseada em outros jogos que aparecem no decorrer do filme. Um segundo trailer para o filme foi lançado em 12 de setembro de 2012, coincidindo com o Finding Nemo 3D e Frankenweenie.

### Mídia caseira
Wreck-It Ralph foi lançado em Blu-ray (2D e 3D) e DVD na América do Norte em 05 de marco de 2013 pela Walt Disney Studios Home Entertainment. O filme foi disponibilizado para download digital em regiões selecionadas em 12 de fevereiro de 2013. Wreck-It Ralph estreou em Blu-ray e DVD em boas posições no ranking de vendas nos Estados Unidos.

## Recepção

### Crítica
Wreck-It Ralph recebeu críticas geralmente positivas dos críticos especializados. O site Rotten Tomatoes reporta que 87% dos críticos deram uma resenha positiva ao filme, baseando em uma amostra de 163 resenhas, com uma nota média de 7,4/10. O consenso do site diz: "Divertido igualmente para crianças, adolescentes e adultos, com idade suficiente para entender as referências. Wreck-It Ralph é uma aventura inteligente, colorida, construída sobre temas familiares e nostalgicamente alegre". No agregador Metacritic,  que atribui uma avaliação normalizada em 100, calculou uma pontuação média de 72, baseada em 36 avaliações, indicando "geralmente favoráveis". O filme ganhou um nota "A" do público, em pesquisa realizada pela CinemaScore.
Roger Ebert do Chicago Sun-Times deu ao filme 3 de 4 estrelas e escreveu: "Mais do que a maioria dos filmes de animação, a direção de arte e a paleta de cores de Wreck-It Ralph permitem cenários, figurinos e regras infinitas, o que confere ao filme uma originalidade atemporal". A.O. Scott do The New York Times relatou que "o filme convida a um certo olhar cínico, que ele acaba deixando de lado para adotar 93 minutos de cor, barulho, ingenuidade e diversão." "O filme é a prova de que dá, sim, para desenvolver personagens, tramas paralelas e mundos fantásticos no cinema e ainda deixar o público com uma vontade de jogar, digo, ver mais", disse Marcelo Forlani do Omelete, que deu 4 de 5 estrelas para o filme.
Peter Debruge de Variety disse: "com vários elementos para atrair tanto os garotos quanto as garotas, tanto os adultos quanto as crianças, a Disney tem um grande trunfo nas mãos com esta aventura brilhantemente concebida, e executada com grande beleza." Justin Lowe de The Hollywood Reporter escreveu: "Os estúdios Disney claramente dedicaram muitos recursos e talentos a Wreck-It Ralph, recrutando um elenco excelente e usando vários estilos de narração, efeitos visuais e iluminação, para criar o estilo variado dos videogames". Francisco Russo publicou no AdoroCinema sua critica e disse: "Com um roteiro bem amarrado, explorando o linguajar infantil – mas não infantilóide -, e uma animação de qualidade, o filme é uma pedida divertidíssima a todos aqueles que curtem ou já curtiram jogos eletrônicos. Em todos os casos pode-se ver a adaptação do tom de voz à personalidade do personagem, de forma a complementá-lo dentro da história como um todo. Muito bom".

### Bilheteria
Wreck-It Ralph arrecadou US$ 189 milhões na América do Norte e US$ 267,4 milhões em outros países, incluindo R$ 42,7 milhões no Brasil e € 654,8 mil em Portugal e Angola.
No total, o filme arrecadou US$ 471,2 milhões em todo o mundo, sendo a décima maior bilheteria entre os filme lançados em 2012, a quarta maior bilheteria entre filmes animados lançados em 2012 e a setíma maior bilheteria de filmes produzidos pela Walt Disney Animation Studios (atrás apenas de Frozen, The Lion King, Zootopia, Big Hero 6, Tangled e Aladdin).

### Prêmios e indicações
| Ano  | Prêmio                          | Categoria                  | Situação |
| ---- | ------------------------------- | -------------------------- | -------- |
| 2013 | Nickelodeon Kids' Choice Awards | Filme de Animação Favorito | Ganhou   |
| 2013 | Academy Awards                  | Melhor filme de animação   | Indicado |
| 2013 | Annie Awards                    | Melhor diretor de Longa    | Ganhou   |
| 2013 | Annie Awards                    | Melhor Longa Metragem      | Ganhou   |

## Trilha sonora
Thomas Newman havia sido contratado para desenvolver a trilha sonora de Wreck-It Ralph, mas acabou substituído por Henry Jackman. O grupo de ídolos japonês AKB48 canta o tema de encerramento, intitulado "Sugar Rush", para todas as versões mundiais do filme.

### Lista de faixas
Todas as músicas compostas por Henry Jackman (exceto 1–6 e 26).
| N.º            | Título                                  | Artista          | Duração |  |
| 1.             | "When Can I See You Again?"             | Owl City         | 3:38    |  |
| 2.             | "Wreck-It, Wreck-It Ralph"              | Buckner & Garcia | 2:59    |  |
| 3.             | "Celebration"                           | Kool & the Gang  | 3:40    |  |
| 4.             | "Sugar Rush"                            | AKB48            | 3:14    |  |
| 5.             | "Bug Hunt (Noisia Remix)"               | Skrillex         | 7:04    |  |
| 6.             | "Shut Up and Drive"                     | Rihanna          | 3:32    |  |
| 7.             | "Wreck-It Ralph"                        |                  | 1:33    |  |
| 8.             | "Life in the Arcade"                    |                  | 0:43    |  |
| 9.             | "Jumping Ship"                          |                  | 1:06    |  |
| 10.            | "Rocket Fiasco"                         |                  | 5:48    |  |
| 11.            | "Vanellope von Schweetz"                |                  | 2:57    |  |
| 12.            | "Royal Raceway"                         |                  | 3:23    |  |
| 13.            | "Cupcake Breakout"                      |                  | 1:12    |  |
| 14.            | "Candy Vandals"                         |                  | 1:39    |  |
| 15.            | "Turbo Flashback"                       |                  | 1:42    |  |
| 16.            | "Laffy Taffies"                         |                  | 1:35    |  |
| 17.            | "One Minute to Win It"                  |                  | 1:17    |  |
| 18.            | "Vanellope's Hideout"                   |                  | 2:33    |  |
| 19.            | "Messing with the Program"              |                  | 1:20    |  |
| 20.            | "King Candy"                            |                  | 2:11    |  |
| 21.            | "Broken-Karted"                         |                  | 2:49    |  |
| 22.            | "Out of the Penthouse, Off to the Race" |                  | 2:51    |  |
| 23.            | "Sugar Rush Showdown"                   |                  | 4:15    |  |
| 24.            | "You're My Hero"                        |                  | 4:16    |  |
| 25.            | "Arcade Finale"                         |                  | 3:19    |  |
| Duração total: | Duração total:                          | Duração total:   | 75:03   |  |

## Vídeo games
Além da versão em Flash do jogo Fix-It Felix, Jr., a Disney divulgou um jogo de plataforma side-scrolling chamado Wreck-It Ralph para Wii, Nintendo 3DS e Nintendo DS, que teve muitas resenhas negativas. O jogo side-scrolling estilo arcade foi produzido em colaboração entre a Disney Interactive e Activision e serve como uma sequência para o filme. Tendo lugar após os acontecimentos do filme, os jogadores podem jogar como Ralph ou Fix-It Felix, causando ou reparandoo de danos, respectivamente, após outro incidente Cy-Bug. Os níveis do jogo são baseadas nos cenários do filme como os jogos Fix-It Felix, Jr., Hero's Duty e  Sugar Rush, bem como Estação Central de jogos. Foi lançado em conjunto com o lançamento do filme, em novembro de 2012.
Em outubro de 2012, a Disney lançou versões totalmente jogáveis no navegado de Hero's Dut e Sugar Rush no novo site oficial do filme. Um jogo para celular intitulado Wreck-it Ralph foi lançado em novembro de 2012 para os sistemas iOS e Android,  uma versão para Windows Phone 8 foi lançada quase um ano depois. Inicialmente, o jogo consistia em três mini-jogos, Fix-it Felix Jr., Hero's Dut e Sweet Climber, que se juntaram posteriormente a Turbo Time e Hero's Duty: Flight Command. O jogo foi descontinuado em 29 de agosto de 2014.
Ralph também aparece como omo um personagem jogável em Sonic & All-Stars Racing Transformed da Sega.
Ralph e Vanellope aparecem como personagens jogáveis em Disney Infinity (dublados por Brian T. Delaney e Sarah Silverman, respectivamente); a Disney Stor elançou suas figuras individuais em 7 de janeiro de 2014.  Um combo"toy box pack" das duas figuras com discos de personalização Sugar Rush foi lançado 01 de abril de 2014 a partir na Disney Store.

## Sequência
Em uma entrevista em 25 de outubro de 2012, o diretor Rich Moore disse que ele e a Disney têm ideias sobre uma possível sequência que iria trazer os personagens até o momento e explorar jogos online e outros de console. Moore afirmou que muitos da tripulação e elenco de voz estão dispostos a voltar para a sequência, e disse que "mal arranhamos a superfície" do mundo dos videogames. No dia 30 de Junho de 2016, foi confirmado por Rich Moore, Phil Johnston e John C. Reilly ao vivo num vídeo no Facebook, que a sequela vai avançar e com estreia confirmada para 9 de março de 2018, sendo que uma das possíveis ideias informadas por John C. Reilly é que Ralph deixa os jogos de Arcade e vai invadir a internet com Vanellope a seu lado. O filme será novamente dirigido por Rich Moore e com Phil Johnston como co-realizador, John C. Reilly e Sarah Silverman voltam a dar a voz a Ralph e Vanellope.